# 菲英郡
菲英郡（丹麥語：Fyns Amt）是丹麥中南部的郡，主島為菲英島，其他包括朗厄蘭島、措辛厄島、艾爾島等。2007年1月1日被併入南丹麥大區。